# (3842) Harlansmith
(3842) Harlansmith est un astéroïde de la ceinture principale.

## Description
(3842) Harlansmith est un astéroïde de la ceinture principale. Il fut découvert le 21 mars 1985 à la station Anderson Mesa par Edward L. G. Bowell. Il présente une orbite caractérisée par un demi-grand axe de 2,35 UA, une excentricité de 0,12 et une inclinaison de 4,1° par rapport à l'écliptique.

## Compléments